# David Gvantseladze
David Gvantseladze (Georgia, Unión Soviética, 28 de marzo de 1937-1 de mayo de 1984) fue un deportista soviético especialista en lucha grecorromana donde llegó a ser medallista de bronce olímpico en Tokio 1964.

## Carrera deportiva
En los Juegos Olímpicos de 1964 celebrados en Tokio ganó la medalla de bronce en lucha grecorromana estilo peso ligero, tras el luchador turco Kazım Ayvaz (oro) y el rumano Valeriu Bularca (plata).